# 北京卡通
《北京卡通》是中華人民共和國漫画杂志，1995年创刊，主办单位为北京出版社，是中共中央宣傳部、國家新聞出版署啟動的“中國動畫出版工程”（簡稱5155工程）的5家新漫畫刊物之一。《北京卡通》的誕生曾被評為1995年中國出版業十件大事之第九件。
《北京卡通》為月刊，每月五日出刊，內容主要是青少年讀者為對象，连载作品較著名的有《梦里人》、《我街》、《米米》、《天使的翅膀》、《我的给你》等。
2006年4月20日《北京卡通》宣佈休刊，2009年復刊，2016年停刊。